# Mid-Season Invitational
Le Mid-Season Invitational (MSI) est un tournoi annuel disputé sur le jeu vidéo League of Legends organisé par Riot Games depuis 2015. Il est considéré comme le deuxième tournoi le plus prestigieux après le championnat du monde. Tournoi sur invitation, la compétition regroupe chaque année les vainqueurs des segments de printemps des ligues majeures du circuit professionnel.
En 2019, l'équipe G2 Esports est la première équipe européenne à remporter le tournoi, empochant la somme de 400 000 dollars promise aux vainqueurs. La pandémie de Covid-19 empêche l’organisation de l’édition 2020 du tournoi, qui revient l’année suivante à Reykjavik en Islande.
En 2023, le MSI change de format. Les play-ins sont maintenant joués principalement en Bo3. Cette phase de play-ins permet ainsi à 3 équipes d'avancer vers le bracket stage. Ce bracket stage, tout comme les play-ins possède un loser bracket, donnant une seconde chance aux équipes s'étant inclinées lors de leurs précédents matchs, ainsi qu'un winner bracket, permettant de se qualifier à la finale. Le bracket stage se joue uniquement en Bo5. Cette année encore, la LPL obtient le titre du champion du MSI après le sacre de JD Gaming face à Bilibili Gaming.  

## Qualifications
| Équipes qualifiées pour le Mid-Season Invitational | Équipes qualifiées pour le Mid-Season Invitational                   | Équipes qualifiées pour le Mid-Season Invitational |
| Championnat                                        | Nombre d'équipes participantes                                       |                                                    |
| -------------------------------------------------- | -------------------------------------------------------------------- | -------------------------------------------------- |
| LCK                                                | 2 équipes ; 1 équipe dans le bracket stage et 1 équipe aux play-ins. |                                                    |
| LPL                                                | 2 équipes ; 1 équipe dans le bracket stage et 1 équipe aux play-ins. |                                                    |
| LEC                                                | 2 équipes ; 1 équipe dans le bracket stage et 1 équipe aux play-ins. |                                                    |
| LTA                                                | 2 équipes ; 1 équipe dans le bracket stage et 1 équipe aux play-ins. |                                                    |
| LCP                                                | 2 équipes ; 1 équipe dans le bracket stage et 1 équipe aux play-ins. |                                                    |

La région ayant remporté le First Stand plus tôt dans l'année enverra ses deux équipes dans le bracket stage.

## Palmarès
| Édition | Lieux                                              | Finale                                             | Finale                                             | Finale                                             | Demi-finalistes (ou 3e et 4e place)                | Demi-finalistes (ou 3e et 4e place)                |
| Édition | Lieux                                              | Champion                                           | Score                                              | Finaliste                                          | Demi-finalistes (ou 3e et 4e place)                | Demi-finalistes (ou 3e et 4e place)                |
| ------- | -------------------------------------------------- | -------------------------------------------------- | -------------------------------------------------- | -------------------------------------------------- | -------------------------------------------------- | -------------------------------------------------- |
| 2015    | Tallahassee                                        | EDward Gaming (1)                                  | 3 - 2                                              | SK Telecom T1                                      | ahq e-Sports Club                                  | Fnatic                                             |
| 2016    | Shanghai                                           | SK Telecom T1 (1)                                  | 3 - 0                                              | Counter Logic Gaming                               | Royal Never Give Up                                | Flash Wolves                                       |
| 2017    | São Paulo Rio de Janeiro                           | SK Telecom T1 (2)                                  | 3 - 1                                              | G2 Esports                                         | Flash Wolves                                       | Team WE                                            |
| 2018    | Berlin Paris                                       | Royal Never Give Up (1)                            | 3 - 1                                              | Kingzone DragonX                                   | Fnatic                                             | Flash Wolves                                       |
| 2019    | Hô Chi Minh-Ville Hanoï Taipei                     | G2 Esports (1)                                     | 3 - 0                                              | Team Liquid                                        | SK Telecom T1                                      | Invictus Gaming                                    |
| 2020    | édition annulée pour cause de pandémie de Covid-19 | édition annulée pour cause de pandémie de Covid-19 | édition annulée pour cause de pandémie de Covid-19 | édition annulée pour cause de pandémie de Covid-19 | édition annulée pour cause de pandémie de Covid-19 | édition annulée pour cause de pandémie de Covid-19 |
| 2021    | Reykjavik                                          | Royal Never Give Up (2)                            | 3 - 2                                              | DWG KIA                                            | PSG Talon                                          | MAD Lions                                          |
| 2022    | Pusan                                              | Royal Never Give Up (3)                            | 3 - 2                                              | T1                                                 | Evil Geniuses                                      | G2 Esports                                         |
| 2023    | Londres                                            | JD Gaming (1)                                      | 3 - 1                                              | Bilibili Gaming                                    | T1                                                 | Gen.G                                              |
| 2024    | Chengdu                                            | Gen.G (1)                                          | 3 - 1                                              | Bilibili Gaming                                    | T1                                                 | G2 Esports                                         |
| 2025    | Vancouver                                          | Gen.G (2)                                          | 3 - 2                                              | T1                                                 | Anyone's Legend                                    | Bilibili Gaming                                    |